# Namdemun
A Namdemun (hangul: 남대문, „déli főkapu”) vagy Szungnjemun (숭례문, „magas rangú szertartások kapuja”) Szöul erődfala egykori nyolc kapujának egyike, a dél-koreai nemzeti örökségvédelmi programban a legmagasabb, nemzeti kincs kategóriába tartozik, azon belül is elsőként került védelem alá 1962-ben. Közvetlen közelében található a híres Namdemun piac.
Szöul legrégebbi faépítménye, 1398-ban épült Thedzso király idejében, 1447-ben, Szedzsong uralkodása alatt újjáépítették. A kaput 2008-ban egy férfi felgyújtotta, aminek következtében csak a kőből épült részek maradtak meg. A műemlék épületet öt év alatt állították helyre és 2013. május 4-én nyitották meg újra a nagyközönség számára.

## Története

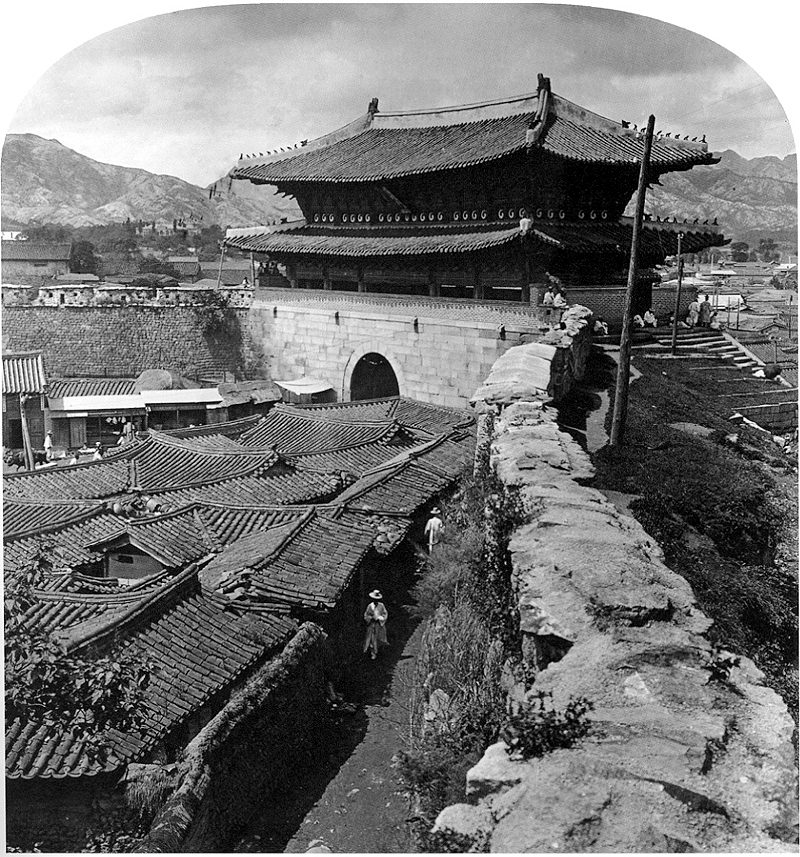
Az épület 1904-ben

A 2008-as tűzeset előtt az épület Szöul legrégebbi faépítménye volt. A kő alapokra fából kétszintes, pagoda-stílusú tetőt emeltek. 1398-ban készült el, a külföldi küldöttségeket fogadták itt, illetve a városfallal együtt a szibériai tigrisek távol tartására szolgált. Építése 1395-ben kezdődött meg Thedzso uralkodása alatt. 1447-ben újjáépítették és azóta többször is felújították. A város három fő kapujának egyike volt eredetileg, a másik kettő a Tongdemun („keleti kapu”) és a már elbontott nyugati kapu a Szodemun kerületben.
A 20. század elején a Szöult körülvevő kőfalat elbontották, a közlekedés infrastruktúrájának hatékonyabbá tétele érdekében. 1907-ben, amikor a japán megszállók villamoshálózat kiépítésébe kezdtek, a kapu látogatását megtiltották. 1938-ban a kormány 1. számú koreai kincsnek nyilvánította.
A koreai háború alatt a kapu jelentősen megrongálódott, 1961-ben kezdték felújítani és 1963-ban fejezték be.
2005-ben ismét renoválták és füves területet telepítettek köré, majd 2006. március 3-án ünnepségek keretében újra megnyitották a nagyközönség előtt.
A felújítás alatt 182 oldalas tervrajzmásolat készült az épületről.

### A 2008-as tűzeset
2008. február 10-én este 9 óra környékén tűz ütött ki, aminek következtében leégett a kapu fából készült pagoda-teteje, annak ellenére, hogy 360 tűzoltó küzdött az épület megmentéséért. Szemtanúk egy gyanús férfit véltek látni az épület környékén és később két öngyújtót is találtak a helyszínen. Egy Cshe Dzsongi nevű, 69 éves férfit tartóztattak le gyújtogatás vádjával, aki később beismerte a tettét. A rendőrség szerint Cshe festékoldót fújt az építmény padlójára, majd meggyújtotta. Az idős gyújtogató bosszúból követte el a bűncselekményt, mert nem fizették ki rendesen egy földterület eladását követően. A férfit korábban már letartóztatták hasonló váddal, 2006-ban a Cshanggjong palotát próbálta meg felgyújtani ugyanezen okok miatt.
A Kulturális Örökségvédelmi Hivatal 2008-as közleménye szerint az újjáépítés költsége körülbelül 20 milliárd von (~14 millió USD). Az épület újjáépítését az 1963-as renoválási tervek alapján kezdték meg, ezek álltak legközelebb a Csoszon-kori eredeti állapotokhoz. Az újjáépítés végül 24,5 milliárd vonba (~23 millió USD) került és a Namdemunt 2013 májusában újra megnyitották.

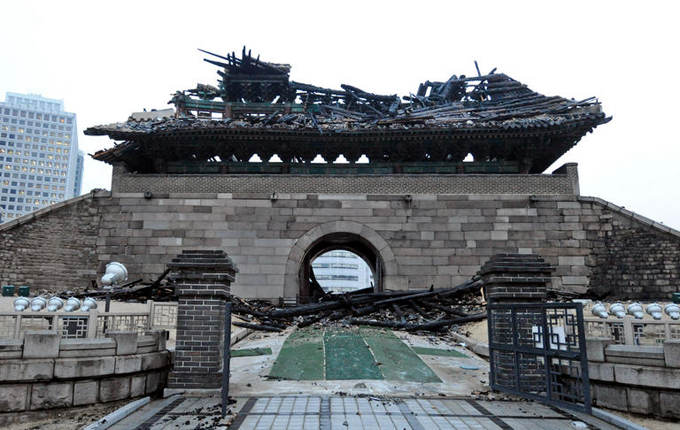
A Namdemun a lángok pusztítása után
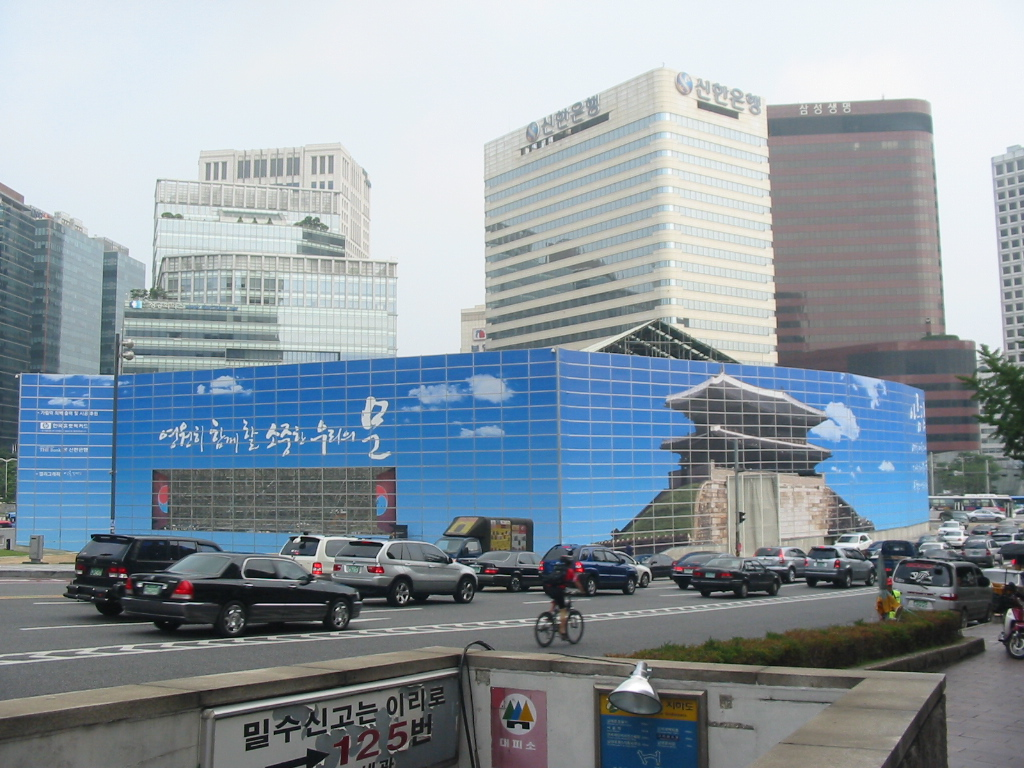
Az újjáépítési munkálatokat takaró paravánok 2008 júliusában

## Fordítás
- Ez a szócikk részben vagy egészben  a   Namdaemun című angol Wikipédia-szócikk ezen változatának fordításán alapul.  Az eredeti cikk szerkesztőit annak laptörténete sorolja fel. Ez a jelzés csupán a megfogalmazás eredetét és a szerzői jogokat jelzi, nem szolgál a cikkben szereplő információk forrásmegjelöléseként.